# Cetrelia sanguinea
Cetrelia sanguinea är en lavart som först beskrevs av Schaer., och fick sitt nu gällande namn av W. L. Culb. & C. F. Culb. Cetrelia sanguinea ingår i släktet Cetrelia och familjen Parmeliaceae.   Inga underarter finns listade i Catalogue of Life.